# Дрен (Зубин Поток)
Дрен (уобичајенија је ијекавска варијанта Дријен код локалног становништва) је насеље у општини Зубин Поток на Косову и Метохији. Атар насеља се налази на територији катастарске општине Дрен површине 919 ha. Историјски и географски не припада Ибарском Колашину, већ Подгору. Насеље је на јужним обронцима Мокре Горе испод превоја на планини. Оивичено је висовима Курилом (1.458 м), Голешом (1.142 м) на југу, и Вражјом Главом (1.557 м) на северозападу. Засеоци носе називе према породицама које у њима живе: Радојевићи, Рашковићи, Радичевићи, Мутавџићи и Костовићи. Дрен је место које је на веома важном комуникацијском путу било у прошлости јер је преко његове територије водио пут преко превоја на Мокрој Гори, а који је повезивао Метохију, Ибарски Колашин и Рашку област. Установљено је да је на простору села у прошлосту вађена руда. Насеље је доста окренуто Метохији и селима Суво Грло (Согрло) у општини Исток и општини Србица, и селу Црколез у општини Исток. Са безбедносног становишта, положај је прилично неповољан јер представља најисутеније село општине Зубин Поток према насељима са албанском етничком већином. У периоду 1952-1955. године насеље је било у саставу Општине Црколез у склопу Источког среза.

## Демографија
Насеље има српску етничку већину.
Број становника на пописима:
- попис становништва 1948. године: 336
- попис становништва 1953. године: 386
- попис становништва 1961. године: 384
- попис становништва 1971. године: 307
- попис становништва 1981. године: 198
- попис становништва 1991. године: 135